# Ministerio de Salud de Letonia
El Ministerio de Salud de Letonia (en letón: Latvijas Republikas Veselības ministrija) creado en 2003, es la institución del gobierno de Letonia responsable de la gestión y control de los organismos de la salud pública y la atención médica, farmacéutica y de medicamentos de circulación legal. La sede principal del ministerio se encuentra en Riga y está encabezado por el ministro de Salud, desde el 23 de enero de 2019 es Ilze Viņķele.

## Departamentos
- Departamento administrativo
- Departamento jurídico
- Auditoría interna
- Departamento de Comunicaciones

## Instituciones subordinadas
Bajo la autoridad del Ministerio de la Salud se encuentran varias instituciones:
- Servicio Nacional de Salud
- Prevención de dolencias y Centro de control
- Inspección de la salud
- Servicio médico de emergencia
- Agencia estatal de medicamentos
- Centro Nacional de Donación de Sangre
- Centro Nacional Forense
- Centro de Medicina Deportiva
- Museo de Historia de la Medicina P.Stradins
- Universidad Stradins de Riga